# 山口孝
山口 孝（やまぐち たかし、1927年4月8日 - ）は、日本の会計学者、明治大学名誉教授、学校法人東京家政学院理事長、公益財団法人政治経済研究所理事長。専門は、会計学、経営分析論、会計監査論。
愛知県生まれ。明治大学大学院（旧制）商学研究科に学び、愛知県立松蔭高等学校教諭を経て、1952年、明治大学商学部助手補。1956年に専任講師、1959年に助教授、1965年に教授へと昇任。その後、商学部産業経営学科長、学生部長、学務常勤理事などを歴任した。
2008年6月、利谷信義の後任者として、学校法人東京家政学院（東京家政学院大学、筑波学院大学、東京家政学院中学校・高等学校などを経営）理事長に就任した。

## 業績

### 単著
- 労働組合の財政活動、労働旬報社（労旬新書）、1967年
- 企業分析―経済民主主義への基礎、新日本出版社、1977年
- 現代会計原理（経営会計全書 (12)）、日本評論社、1986年
- ハイテク時代の新しい企業会計・公共会計制度のポイント、東京教育情報センター、2001年

### 共著
- （平井都士夫との共著）国鉄の再生、新日本出版社（新日本新書）、1983年
- （敷田礼二との共著）批判会計学の展開、ミネルヴァ書房、1987年
- （角瀬保雄との共著）現代会計の基礎（現代会計講座）、ミネルヴァ書房、1990年
- （高木史人、西川栄一、歌川学との共著）21世紀型企業の環境保全戦略―企業・行政・消費者のパートナーシップ、水曜社、1996年
- （山口由二・山口不二夫との共著）企業分析―事例による資料の見方から評価・解釈まで、白桃書房、1996年（増補版：2001年）

### 論文
- CiNii>山口 孝

## 関連人物
- 山口不二夫[7]
- 落合稔